# Шекерпаре
Шекерпаре, секерпаре (тур. Şekerpare) — десерт, просочений цукровим шербетом із тіста в турецький кухні. Десерт займає також важливе місце в османській кухні.

## Опис
В основному шекерпаре готується шляхом приготування мигдалевого тіста, яке розділяється на невеликі шматочки круглої форми. В шматочки кладеться по одному сухому горіху: несолоний фундук, арахіс, мигдаль, волоські горіхи тощо. Далі шматочки випікаються у печі або духовці.
Єдиною незмінною особливістю шекерпаре, яке має різні технології виробництва, це шербет. З цієї причини в деяких регіонах його також називають «Печиво Шекерпаре». У шербет зазвичай додають невелику кількість лимонного соку, лимонної цедри або ванілі, щоб додати інший смак.

## Інгредієнти
- 4 яєчних жовтки
- 1 пачка м'якого маргарину
- 125 гр. цукру (1 столова ложка відповідає 25 гр.)
- 1 лимон (цедра буде натерта в тісто, половина лимона буде вичавлена в сироп)
- 450 гр. борошна
- 1 пачка ваніліну
- 1 пачка розпушувача
- 1 склянка цілих лісових горіхів

Для щербету
- 400 гр. цукор (4 склянки)
- 4,5 склянки води

## Рецепт Шекерпаре
Спочатку готується сироп. Покладіть інгредієнти у велику каструлю, і після закипання варіть на середньому вогні протягом 15 хвилин, щоб сироп загус (він має бути не такий густий, як сироп для пахлави). У глибокій мисці змішати маргарин і 125 грам цукру. Додайте яєчні жовтки і терту лимонну цедру та вимісіть суміш. Тісто знову вимішують, додавши 450 грам борошна, розпушувач і ванілін. Додати решту борошна і добре вимісити тісто. Від тіста відокремити шматочки розміром із волоський горіх, скачати їх і викласти на змащене олією деко. У середину занурити цілий фундук. Випікати в розігрітій до 200 градусів духовці до легкої рум'яності. Одна з хитрощів цього десерту полягає в тому, що шербет має бути теплим, а десерт — гарячим (шербет не повинен бути повністю холодним або гарячим). Десерти, що вийшли з духовки, кладуть у теплу каструлю з шербетом, щоб він увібрався (достатньо перевернути шматочки на один оберт у каструлі).
Щербет, що залишився, вилийте на вологі шматочки, викладені на деко, і накрийте деко. Десерт, витриманий в шербеті 1 ніч, готовий до подачі в повній консистенції наступного дня.